# Homeward Bound: The Incredible Journey
Homeward Bound: The Incredible Journey (Volviendo a casa: Una aventura increíble en Hispanoamérica, y De vuelta a casa: Un viaje increíble en España) es una película estadounidense del género Family-Friendly producida por Walt Disney Pictures, un remake de la película de 1963 "Un Viaje Increíble" (También producida por Walt Disney Pictures) y sobre todo una 2.ª adaptación de la novela del mismo nombre, escrita por Sheila Burnford.
El film está dirigido por Duwayne Dunham y fue lanzada en los cines el 3 de febrero del año de 1993, en otros países se estrenó en 1994, recaudando $ 41.833.324 dólares solo en los Estados Unidos y tuvo una secuela en 1996 llamada De Vuelta a Casa II: Perdidos en San Francisco.

## Argumento
Chance, un Bulldog americano egoísta y aventurero (quien también narra la película), explica que anteriormente vivía en la calle, hasta que fue encerrado por los perreros, pero fue adoptado y ahora es la mascota del pequeño Jamie Burnford de 6 años de edad, pero no expresa ningún interés en su dueño ni en formar parte de una familia. Chance comparte su casa con Shadow, un viejo y sabio Golden Retriever que es la mascota del hermanastro de Jamie, Peter, y Sassy, una gata himalaya mimada y vanidosa que es la mascota de Hope, la hermana menor de Peter. Esa mañana, la madre de los niños, Laura (quien es la madre de Peter y Hope) se casa con Bob Seaver (padre de Jamie), uniendo a las familias, pero Chance causa problemas al molestar a Sassy y devorar el pastel de bodas frente a todos los invitados.
Al poco tiempo después de la boda, la familia debe mudarse temporalmente a San Francisco, porque Bob ha conseguido un trabajo en la ciudad, por lo que están quedándose al cuidado de Kate, una amiga de la familia que vive en un rancho. Los tres compañeros, ahora desamparados, empiezan poco a poco extrañar a su familia, pero Chance lo ve como una oportunidad de relajarse y jugar con los animales del campo. Durante esos días, Kate tiene problemas para arrear un ganado bovino, así que le pide a su vecino Frank para cuidar su rancho, pero debido a una confusión de dos recados, hace que el primer mensaje se lo lleve el viento, lo que hace creer a Frank que Kate se llevó a las mascotas. Después de que Shadow tiene un mal presentimiento cuando Kate se va, así que convence a Sassy y Chance para ir tras ellos, por lo que las mascotas emprenden un increíble viaje de vuelta a casa a través de la naturaleza virgen de Sierra Nevada y deberán reunir todo su valor y confiar plenamente en ellos con el fin de sobrevivir a feroces animales y la dureza del entorno. Tras pasar una espeluznante noche con los ruidos silvestres, el grupo se detiene para tomar el desayuno en un río, sin embargo, un par de oseznos interrumpen a Chance, pero se retiran cuando un gran oso pardo aparece a defender sus crías. Mientras tanto, Kate y Frank descubren que las mascotas se han ido.
En otro río, las mascotas deben cruzar nadando, pero Sassy se niega a nadar y en cambio, intenta cruzar sobre unos troncos viejos; a mitad de camino, los troncos se rompen y ella cae al río. Shadow intenta salvarla, pero ella pasa por una cascada y se pierde. Acosados por la culpa, Shadow y Chance continúan sin ella, pero afortunadamente Sassy sobrevive y es encontrada en la orilla del río por un leñador llamado Quentin, quien la cuida hasta que recupera la salud. Mientras, en San Francisco, Kate le avisa a Laura sobre el extravío de las mascotas.
Durante esa tarde, Shadow y Chance intentan sin éxito atrapar comida y se encuentran con un puma que los persigue hasta el borde de un acantilado. Shadow tiene la idea de usar una roca equilibrada con forma de balancín como una forma de alejar al Puma. Mientras Shadow actúa como cebo, Chance brinca sobre el extremo de la roca y envía al puma por el acantilado, en eso Sassy escucha a los perros ladrar en celebración y sigue el sonido para reunirse con ellos, ahora Chance, Shadow y Sassy continúan su camino para regresar a su casa. Al mismo tiempo, en San Francisco, Peter intenta sin éxito pedir ayuda para buscar a las mascotas, pero Bob imprime volantes para buscarlos.
Después de que las mascotas terminan de comer, Chance comienza a molestar a un puercoespín y termina con púas en el hocico y deciden retirarse, durante su camino se encuentran con una niña llamada Molly, que está perdida en el bosque, por lo que el instinto de lealtad se hace cargo y cuidan a la niña durante la noche. Por la mañana, Shadow encuentra un grupo de rescate y lleva de regreso a la niña, pero al mismo tiempo reconocen los animales perdidos del volante y los llevan al local de refugio para animales, pero Chance lo confunde con una perrera y desata el pánico. Mientras el personal médico veterinario quita las púas del hocico de Chance, Sassy se cuela en el albergue de los perros y libera a Shadow, por lo que juntos, toman a Chance y escapan del refugio, sin saber que sus dueños están en camino a buscarlos.
Los perros y la gata llegan a una zona ferroviaria, donde Shadow cae en un pozo fangoso y es incapaz de poder salir, abatido, le dice a Chance y Sassy que continúen sin él, pero cerca del anochecer, Chance y Sassy finalmente llegan a casa y se reencuentran felizmente con sus dueños. Shadow inicialmente no aparece, pero llega cojeando y felizmente llega corriendo al ver a Peter. Chance narra cómo fue la creencia de Shadow que los llevó de nuevo a casa, aprendiendo lo importante de valorar a su amo. La película termina con Chance reflexionando sobre cómo se siente realmente "en casa" con su familia, antes de entrar corriendo felizmente a la casa sintiendo el olor de la comida.

## Personajes
- Chance: Es un joven bulldog americano. Cuando era un cachorro, Chance vivía en la calle y comía de los basureros hasta que fue atrapado por los perreros. Hasta que un día fue adoptado por el papá de Jaime, Bob Seaver para su hijo; desde ahí la vida de Chance cambio radicalmente y más cuando conoció a Shadow y Sassy. Es un perro vivaz, algo miedoso y sobre todo muy travieso que le encanta jugar con Sassy y la vida abierta para poder explorar, es demasiado curioso cuando ve algo nuevo, pero la mayoría de esas veces se mete en problemas por ello. Ama cualquier cosa comestible a excepción del brocoli, a pesar de que actué como si no le importara su amo, realmente lo hace y piensa que Shadow es el perro más fiel del mundo.
- Shadow: Es un viejo Golden Retriever que ama a Pete, su amo. Es un perro sabio, que sabe tomar decisiones correctas, y no se rinde "es demasiado terco para darse por vencido", es un buen rastreador y sabe organizar buenos planes para salir de problemas, como todo Retriever tiene un instinto de rastreo y sobre todo un sexto sentido. Esta demasiado conectado con Pete que promete protegerlo de cualquier cosa y lo alegre con su simple presencia. Quiere mucho a Sassy e intenta enseñarle todo lo que sabe a Chance.
- Sassy: Es una adulta Gata Himalaya, tierna, vanidosa y tranquila, que ama del pescado y la leche descremada. Le encanta ser mimada por Hop, su ama y le gusta mucho la vida del hogar: Mejor adentro, que afuera como ella dice. Se siente muy cómoda con Shadow ya que puede ser ella misma con el y es compañera de juegos de Chance. Siempre piensa la situación antes de actuar, a pesar de que odie las caminatas largas; cuando se trata de su familia y sus amigos arriesga todo por ello.

## Reparto
- Michael J. Fox - Chance
- Sally Field - Sassy
- Don Ameche - Shadow
- Robert Hays - Bob Seaver
- Kim Greist - Laura Burnford
- Benj Thall - Peter Burnford
- Veronica Lauren - Hope Burnford
- Kevin Chevalia - Jamie Seaver
- Jean Smart - Kate
- Gary Taylor - Frank

## Marketing
Durante su estreno en los cines, la empresa de Disney JustToys lanzó como promoción tres juguetes de edición limitada basados en los personajes de la película, estos eran: Shadow, Chance y Sassy, solo en los Estados Unidos y fue liberada en formato casero VHS a mediados de 1993, mientras que en Argentina la película llegó el 4 de marzo de 1993, España la película fue estrenada el 14 de julio de 1993 y en Latinoamérica la película llegó a los cines el 25 de diciembre de 1993
Salió una edición especial que conmemoraba el décimo aniversario de la película en 2003, un peluche de Shadow y la edición especial en DVD. En 2013, fue liberada por primera vez la edición de 20 aniversario. 

## Trivia
- Todos pensaban que Chance era un American Staffordshire terrier, pero en un documental referente a la película, demostró que en realidad era un Bulldog americano
- Esta película no se encuentra actualmente en formato Blue Ray o DVD, salvo en iTunes solo en Estados Unidos de América, pero sus transmisiones en televisión aún son vigentes[5]
- En la novela escrita por Sheila Bunford: Chance se llama Luath, que es un joven y travieso Labrador Retriever, Shadow se llama Bodger y es un viejo pero valiente Bull Terrier y Sassy se llama Tao, un macho gato siamés que consigue la comida para todos durante su travesía[6]
- La película esta dedicada a la memoria de Franklin R. Levy, productor que murió antes de ver el proyecto terminado.[1]
- En la película, la familia Burnford y la familia Seaver son dos familias que se unieron a vivir de forma libre: Bob es el padre de Jamie y Laura es la madre de Peter y Hope, razón por la cual sus apellidos no cambian. Este aspecto solo fue demostrado en la escena en la que Peter va a la Estación de Policía.

## Recepción
La película recibió una recepción en su mayoría positivas. La película tiene un índice de aprobación del 88% en la página Rotten Tomatoes basado en 24 opiniones. De acuerdo con el crítico de cine Roger Ebert, la película es "francamente diseñada para los niños, y sin embargo, tiene una cierta artesanía y un encanto innegable, y si usted se encuentra viendo con un niño que puede terminar gustando casi tanto ".